# مجد ظاظا
مجد ظاظا ممثلة سورية ولدت في 17 مايو 1969 في دمشق تخرجت عام 1990-1991 من المعهد العالي للفنون المسرحية ولها عدة أعمال في التلفزيون والمسرح والدبلجة، ساهمت في الدبلجة مع عدة مراكز دوبلاج منها مركز الزهرة والتي عملت معهم مُعظم أعمالها، ومركز التنوير، إضافةً إلى مُساهماتها في الأعمال الكرتونية فقد قامت بدبلجة بعض المسلسلات التركية.

## أعمالها

### في التلفزيون
- حارة الباشا
- جذور لا تموت
- معزوفة زوجيه
- الأمانة
- أبو دلامة
- طرائف أبي دلامة

### في المسرح
- دون جوان
- السيمفونية الهادئة
- الأمير الفقير
- سندريلا
- الوصية
- الأميرة القديمة

### في الدوبلاج
- المحقق كونان – إيومي (من الجزء الثاني إلى الجزء الرابع)
- فتيات القوة (نسخة مركز الزهرة) - سمارة (بلوسوم)
- مغامرات سوسان
- داي الشجاع - لونا
- سندريلا (أنمي) - سندريلا
- سابق ولاحق ج1 وج2 - طير
- مختبر ديكستر - ديدي
- بيدا بول - حمراء
- أبطال الديجيتال ج1 - وسيم
- أبطال الديجيتال ج2 - وسيم
- أبطال الديجيتال ج3 - حنان
- أبطال الديجيتال ج4 - عامر
- الرمية الملتهبة - صفوان
- ذئب الجبل الأبيض
- ثعالبي الصغيرة
- أدغال الديجيتال - سكر
- بوكيمون (أنمي) - ميستي
- أنا وأختي – نجوى
- أبطال الكرة ج1 وج2 - سِدّ + جميل
- بي بليد ج3 - رمزي
- الأشاوس - آرا
- كرش جير - شحرور
- لوز وسكر - لوز
- صانع السلام - آيو
- أنا وأخي - رويدة
- صبايا - دعاء

## روابط خارجية
- مجد ظاظا على موقع قاعدة بيانات الأفلام العربية